# Клапан Теслы

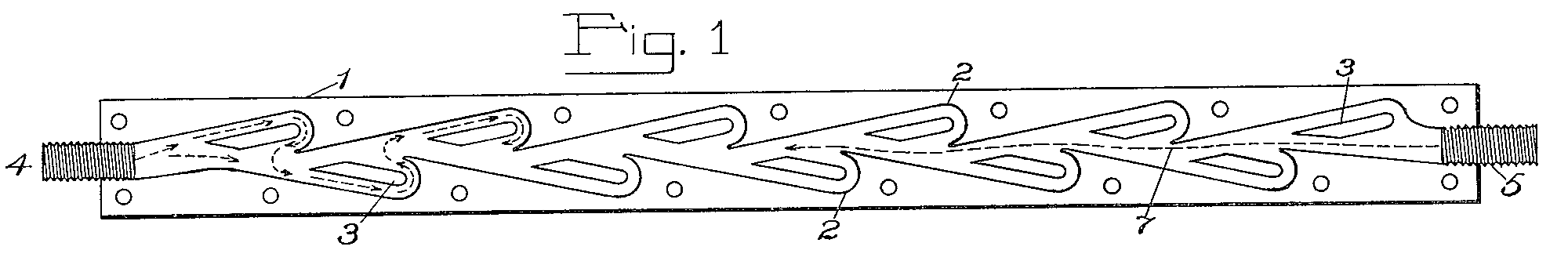
Продольный разрез клапана Теслы

Кла́пан Те́слы (англ. Tesla valve) или кла́панный кана́л Те́слы (англ. Tesla's valvular conduit) — разновидность обратного клапана, предназначенного для пропускания потока в одном направлении, конструкция которого выполнена без подвижных деталей. Принцип действия клапана состоит в том, что поток, проходящий через него в одном направлении, разделяется на потоки, которые направляются таким образом, что обеспечивается взаимное гашение их кинетической энергии, в результате чего обеспечивается значительное возрастание активного сопротивления клапана в этом направлении. Назван в честь Николы Теслы, который изобрёл этот клапан в 1916 году.
Кроме конструкции клапана Теслы эта идея нашла применение в другом устройстве — смесителе, построенном на эффекте Коанда.

## Конструкция
На рисунке схематически изображён клапан Теслы, на котором обозначены корпус 1, группа полостей 2, имеющих определённую форму, и расположенных друг напротив друга с определённым смещением, с помощью которых поток разворачивается на угол, близкий к 180°, группа втулок 3, предназначенных для разделения потока, а также входной и выходной штуцеры 4 и 5 соответственно.

## Принцип действия
Основная идея этого устройства состоит в разделении потока и перенаправлении одной его части навстречу другой. Значительный эффект клапан Теслы может обеспечить лишь в импульсном режиме работы. На рисунке пунктирными стрелками 7 показано, как проходит поток с разных сторон клапана. Очевидно, что когда поток проходит от штуцера 5 до штуцера 4, сопротивление его движению является минимальным. Поток отклоняется не более чем на 10…12°. Но если поток движется в обратном направлении, от штуцера 4 до штуцера 5, то сопротивление возрастает на несколько порядков за счёт внезапных изменений направления и скорости движения потока. Чем резче возрастает противодавление, тем значительнее клапанный эффект.

## Применение
Применяется в микронасосах. Есть предложения применять их в авиамодельных пульсирующих реактивных двигателях.